# Cenophengus debilis
Cenophengus debilis är en skalbaggsart som beskrevs av Leconte 1881. Cenophengus debilis ingår i släktet Cenophengus och familjen Phengodidae. Inga underarter finns listade i Catalogue of Life.